# Rolando Aarons
Rolando Aarons, né le 16 novembre 1995 à Kingston (Jamaïque), est un footballeur anglais qui évolue au poste de milieu de terrain.

## Biographie

### En club
Le 7 septembre 2018, il est prêté pour une saison au Slovan Liberec,.
Le 31 janvier 2019, il est prêté à Sheffield Wednesday.
Le 30 août 2022, il est prêté à Motherwell.

### En équipe nationale
Avec la sélection anglaise des moins de 20 ans, il participe au Tournoi de Toulon en 2015. Lors de la compétition, il inscrit un but face à l'équipe de Chine.
Le 17 mars 2016, il est sélectionné pour la première fois par Gareth Southgate pour faire partie de l'équipe espoirs pour un match contre la Suisse. Il n'entre cependant pas en jeu.

## Statistiques
| Saison                | Club                       | Championnat             | Championnat | Championnat | Coupe nationale | Coupe nationale | Coupe de la Ligue | Coupe de la Ligue | Compétition(s) continentale(s) | Compétition(s) continentale(s) | Compétition(s) continentale(s) | Total | Total |
| Saison                | Club                       | Division                | M.          | B.          | M.              | B.              | M.                | B.                | Comp.                          | M.                             | B.                             | M.    | B.    |
| 2014-2015             | Newcastle United           | Premier League          | 4           | 1           | -               | -               | 2                 | 1                 | -                              | -                              | -                              | 6     | 2     |
| 2015-2016             | Newcastle United           | Premier League          | 10          | 1           | -               | -               | 1                 | 0                 | -                              | -                              | -                              | 11    | 1     |
| 2016-2017             | Newcastle United           | Championship            | 4           | 0           | -               | -               | 1                 | 0                 | -                              | -                              | -                              | 5     | 0     |
| 2017-2018             | Newcastle United           | Premier League          | 4           | 0           | -               | -               | 1                 | 1                 | -                              | -                              | -                              | 5     | 1     |
| Sous-total            | Sous-total                 | Sous-total              | 22          | 2           | -               | -               | 5                 | 2                 | -                              | -                              | -                              | 27    | 4     |
| 2017-2018             | Hellas Vérone (prêt)       | Serie A                 | 11          | 0           | -               | -               | -                 | -                 | -                              | -                              | -                              | 11    | 0     |
| 2018-2019             | FC Slovan Liberec (prêt)   | První Liga              | 12          | 0           | 1               | 0               | -                 | -                 | -                              | -                              | -                              | 13    | 0     |
| 2018-2019             | Sheffield Wednesday (prêt) | Championship            | 9           | 1           | -               | -               | -                 | -                 | -                              | -                              | -                              | 9     | 1     |
| 2019-2020             | Wycombe Wanderers (prêt)   | League One              | 10          | 1           | 3               | 1               | -                 | -                 | -                              | -                              | -                              | 13    | 2     |
| 2019-2020             | Motherwell FC (prêt)       | Scottish Premier League | 6           | 0           | 2               | 1               | -                 | -                 | -                              | -                              | -                              | 8     | 1     |
| Sous-total            | Sous-total                 | Sous-total              | 48          | 2           | 6               | 2               | -                 | -                 | -                              | -                              | -                              | 54    | 4     |
| Total sur la carrière | Total sur la carrière      | Total sur la carrière   | 70          | 4           | 6               | 2               | 5                 | 2                 | -                              | -                              | -                              | 81    | 8     |

## Palmarès

### En club
- Newcastle United
  - Champion d'Angleterre de D2 en 2017.